# Tea Pets
Pour les articles homonymes, voir Tea et Pet.
Pour plus de détails, voir Fiche technique et Distribution.
Tea Pets (mandarin : 阿唐奇遇 / pinyin : Ā táng qíyù), sorti au Royaume-Uni sous le nom de Toys & Pets, est un film chinois d'animation humoristique sorti en 2017. D'une durée de 99 minutes, il est réalisé par Gary Wang (en) et porte sur le thème des animaux de compagnie de thé (en).

## Synopsis
Un groupe d'animaux de compagnie de thé vivent tranquillement dans une vieille maison de thé, mais A Tang, un bibelot d'empereur chinois, se demande pourquoi il ne change pas de couleur lorsqu'on lui verse du thé dessus, contrairement aux autres animaux. Lorsqu'un robot venu du futur atterrit dans la maison de thé, A Tang prend sa chance et décide d'accompagner le robot, qu'il nomme Xiao Lai, dans sa quête vers sa maison, dans l'espoir de trouver pourquoi il ne change pas de couleur. Lorsqu'A Tang disparaît, ses autres compagnons vont partir à sa recherche, mais tout n'est pas si facile.

## Fiche technique
Sauf indication contraire, les informations mentionnées dans cette section peuvent être confirmées par la base de données cinématographiques IMDb,  présente dans la section « Liens externes ».
- Titre original : 阿唐奇遇
- Titres alternatifs : A Tang qiyu, Toys & Pets, 茶宠和小机器人, 阿唐小来的奇幻之旅
- Réalisation : Gary Wang (en)
- Scénario : Gary Wang
- Musique : Haowei Guo
- Photographie : Tianyu Liu
- Animation : Colin Brady (en), Keqian Sofia Wang (storyboarder)
- Montage : Ji Zhao
- Production : Zhou Yu (于洲), Ye Yuan (袁野)
- Sociétés de production : Light Chaser Animation Studios (en)
- Sociétés de distribution : Dadi Media (Chine), The Filmbridge (Mongolie), Vision Films (États-Unis)
- Budget : 12 000 000 $ (USD)
- Box-office : 5 057 715 $ (USD)
- Pays de production :  Chine
- Langue originale : mandarin
- Genre : Comédie, animation, aventure
- Durée : 99 minutes
- Date de sortie :
  - États-Unis : 20 mai 2017 (SIFF) 
 14 janvier 2020 (sortie internet) 
 21 janvier 2020 (sortie DVD)
  - Chine : 21 juillet 2017 (Festival international du film de Shanghai)
  - Ukraine : 13 septembre 2018
  - Corée du Sud : 3 octobre 2018
  - France : 3 décembre 2019 (sortie DVD)

## Distribution
- Shi Lei : A Tang[réf. nécessaire]
- Zeyu Yuan : Xiao Lai[réf. nécessaire]
- Ji Guanlin (zh) : Xiao Xiang[réf. nécessaire]

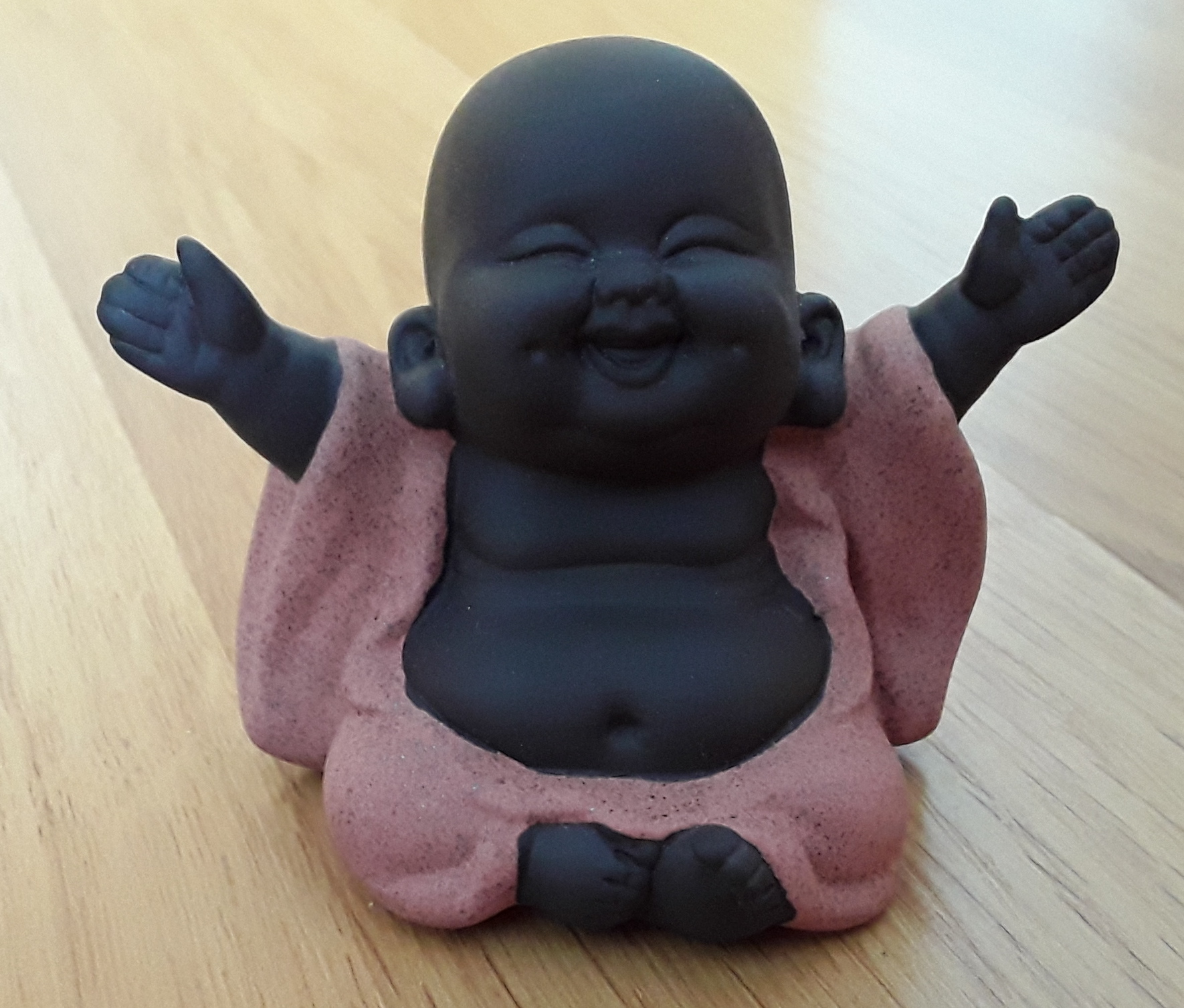
Exemple d'.

- Huang Hung : la vieille tortue<[réf. nécessaire]
- Mili : le cochon d'or[réf. nécessaire]
- Sun Kuan : Maitreya[réf. nécessaire]
- Lai Mang : le roi des rats[réf. nécessaire]
- Zhang Lei : le crapaud à trois pattes[réf. nécessaire]
- Ling Zhao : le comptable[réf. nécessaire]
- Ren Jie : le propriétaire de la maison de thé[réf. nécessaire]
- Yan Yansheng (zh)
- Ren Yaming
- Zhao Ji (en)

## Musique
La musique du film est composée par Haowei Guo.
On y retrouve une musique thème, Allons vers le futur (去未来 / Qù wèilái), interprétée par Hu Ke (en) et son fils Anji (安吉). Les paroles et la musique ont été écrits par Quan He (权赫) et Mei Luo (美罗)[réf. nécessaire].

## Accueil
Jennifer Green, de Common Sense Media, donne une note de 3/5 au film et le recommande aux personnes âgées de six ans et plus, notant qu'il y a un peu de violence, mais que les messages véhiculés sont positifs. Ben Meyers lui donne une note de 2.6/5, remarquant les ressemblances avec la franchise Toy Story et que le rythme est peu fluide et a besoin d'une réécriture.